# Yanbu
Yanbu' al Bahr (Arabisch: ينبع البحر; Bron aan Zee), ook bekend als Yanbu is een Saoedische stad aan de Rode Zee. Yanbu ligt in de provincie Medina op ongeveer 350 kilometer ten noorden van Jeddah in de streek Hidjaz. Yanbu had in 2004 ongeveer 188.430 inwoners.